# Madisonia
Madisonia – rodzaj roślin z rodziny storczykowatych (Orchidaceae). Obejmuje 9 gatunków występujących w Ameryce Południowej w takich krajach jak: Boliwia, Brazylia, Kolumbia, Ekwador, Gujana Francuska, Gujana, Jamajka, Peru, Surinam, Trynidad i Tobago, Wenezuela.

## Systematyka
Rodzaj sklasyfikowany do podplemienia Pleurothallidinae w plemieniu Epidendreae, podrodzina epidendronowe (Epidendroideae), rodzina storczykowate (Orchidaceae), rząd szparagowce (Asparagales) w obrębie roślin jednoliściennych.
Wykaz gatunków
- Madisonia articulata (Lindl.) Toscano & E.C.Smidt
- Madisonia bradei (Schltr.) Toscano & E.C.Smidt
- Madisonia brasilica (Luer & Toscano) Toscano & E.C.Smidt
- Madisonia carrisii (Brade) Toscano & E.C.Smidt
- Madisonia gomesii-ferreirae (Pabst) Toscano & E.C.Smidt
- Madisonia ianthina (E.M.Pessoa & F.Barros) Toscano & E.C.Smidt
- Madisonia kerrii (Braga) Luer
- Madisonia spiculifera (Lindl.) Toscano & E.C.Smidt
- Madisonia vandenbergii (Chiron) Toscano & E.C.Smidt